# Tecnologia militar

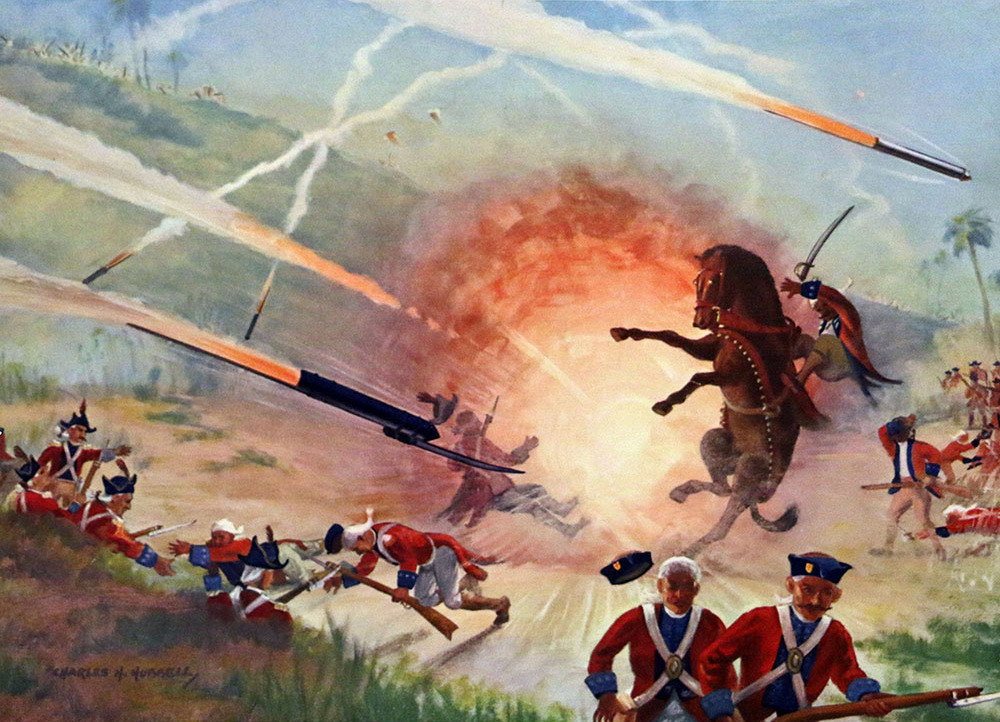
Barragem de foguetes do Exército de Maiçor contra a Companhia Britânica das Índias Orientais na Batalha de Guntur, em 1780.

Tecnologia militar é uma expressão que designa o conjunto de recursos tecnológicos que podem ser usados para fins militares, isto é, em prol da defesa e da segurança nacional. Tais recursos tecnológicos são distintamente de natureza militar e não são aplicados no meio civil, já que tais recursos não são úteis para as aplicações civis, são ilegais ou são perigosos para manuseio sem treinamento militar.
A tecnologia militar é frequentemente pesquisada e desenvolvida por cientistas e engenheiros, especificamente para uso em batalhas pelas forças armadas. Muitas novas tecnologias surgiram como resultado do financiamento militar da ciência. Para isso, surge uma área chamada engenharia de armamento.
A engenharia de armamento é o projeto, desenvolvimento, teste e gerenciamento do ciclo de vida de armas e sistemas militares. Baseia-se no conhecimento de várias disciplinas tradicionais de engenharia, incluindo engenharia mecânica, engenharia elétrica, mecatrônica, eletro-óptica, engenharia aeroespacial, engenharia de materiais e engenharia química.

## História

### Tecnologia Antiga
O primeiro uso de ferramentas de pedra provavelmente começou no período Paleolítico. As primeiras ferramentas de pedra vêm de Lomekwi, Turkana, datando a 3,3 milhões de anos atrás. As ferramentas de pedra se diversificaram durante o período Pleistoceno, que terminou há cerca de 12.000 anos. A primeira evidência de guerra entre dois grupos foi registrada em Nataruk, Turkana, no Quênia, onde foram encontrados esqueletos humanos com traumas graves na cabeça, pescoço, costelas, joelhos e mãos, incluindo uma lâmina de obsidiana embutida em um crânio, são evidências de um conflito intergrupal entre grupos nômades de caçadores-coletores há 10.000 anos.
Quando os humanos aprenderam a fundir cobre e estanho, in iniciou-se a chamada Idade do Bronze. Na Ásia, onde os minérios de cobre e estanho são escassos, esse desenvolvimento foi adiado até o início do comércio de bronze no século III a.C. No Oriente Médio e no sul da Europa, a Idade do Bronze segue o período Neolítico, mas em outras partes do mundo, a Idade do Bronze é a transição do Neolítico para essa nova etapa, onde se descobriu o uso de cobre e estanho para a construção de armas de guerra. Enquanto a Idade do Ferro geralmente seguiu a Idade do Bronze, em algumas regiões a Idade do Ferro invadiu o Neolítico diretamente de fora da região, com exceção da África Subsaariana desenvolvida de forma independente. 
O primeiro uso em larga escala de armas de ferro começou na Ásia Menor por volta do século XIV a.C. e na Europa Central por volta do século XI a.C., seguido pelo Oriente Médio (por volta de 1000 a.C.), Índia e China.
Os assírios são creditados com a introdução da cavalaria na guerra em 1100 a.C. e pelo uso generalizado de armas de ferro. Os assírios também foram os primeiros a usar flechas de ferro.

### Tecnologia Pós-Clássica
O Wujing Zongyao (Fundamentos das Artes Militares), escrito por Zeng Gongliang, Ding Du e outros por ordem do Imperador Renzong por volta de 1043 d.C. durante a dinastia Song, ilustram o foco das eras no avanço de questões intelectuais e tecnologia militar devido ao significado da guerra entre o Song e o Liao, Jin e Yuan ao norte. O livro cobre tópicos de estratégia militar, treinamento, produção e emprego de armamento avançado.
No manuscrito Wujing Zongyao de 1044 d.C., havia o diagrama de um lança-chamas chinês, que consistia em um tubo com várias câmaras montadas em cima de uma caixa de madeira com quatro pernas. Os detalhes de seu funcionamento não eram especificados no manuscrito. Os avanços na tecnologia militar ajudaram a dinastia Song em sua defesa contra vizinhos hostis ao norte. O lança-chamas encontrou suas origens na Grécia da era bizantina, empregando fogo grego (um fluido de gasolina quimicamente complexo e altamente inflamável) em um dispositivo com uma mangueira de sifão no século VII. A primeira referência ao fogo grego na China foi feita em 917 e evidenciada por Wu Renchen em seus Anais da Primavera e Outono dos Dez Reinos. Em 919, o projetor-bomba de sifão foi usado para espalhar o 'óleo de fogo feroz' que não podia ser encharcado com água, como registrado por Lin Yu em seu Wuyue Beishi. Daí a primeira referência chinesa confiável ao lança-chamas empregando a solução química de Fogo grego (veja também Pen Huo Qi). Lin Yu mencionou também que o 'óleo de fogo feroz' derivou em última análise de um dos contatos marítimos da China nos 'mares do sul', Arabia Dashiguo.  
Na Batalha de Langshan Jiang em 919, a frota naval do Rei Wenmu de Wuyue derrotou um exército Huainan do estado de Wu. O sucesso de Wenmu foi facilitado pelo uso de 'óleo de fogo' ('huoyou') para queimar a frota do exército Huainan, significando o primeiro uso chinês de pólvora em uma batalha. Os chineses aplicaram o uso de foles de pistão duplo para bombear gasolina de um único cilindro (com um movimento ascendente e descendente), aceso no final por um fósforo de pólvora de queima lenta para disparar um fluxo contínuo de chamas. Este dispositivo foi apresentado na descrição e ilustração do Manuscrito militar Wujing Zongyao de 1044. Na supressão do estado Tang do Sul em 976, as primeiras forças navais Song os confrontaram no rio Yangtze em 975. As forças Tang do Sul tentaram usar o lança-chamas contra a marinha Song, mas foram acidentalmente consumidos por seu próprio fogo, quando ventos violentos varreram em sua direção. 
Embora os efeitos destrutivos da pólvora tenham sido descritos na dinastia Tang anterior por um alquimista taoista, os primeiros desenvolvimentos do cano da arma e do canhão de projéteis foram encontrados no final da China Song. A primeira representação artística da 'lança de fogo' chinesa (uma combinação de um lança-chamas de fogo temporário e uma arma) foi de uma pintura mural budista de Dunhuang, datada de cerca de 950. Essas 'lanças de fogo' foram amplamente utilizadas no início do século XII, apresentando varas de bambu ocas como tubos para disparar partículas de areia (para cegar e sufocar), pelotas de chumbo, pedaços de metal afiado e fragmentos de cerâmica e, finalmente, grandes propelidos a pólvora, flechas e foguetes. Eventualmente, o bambu perecível foi substituído por tubos ocos de ferro fundido, assim como a terminologia dessa nova arma mudou de 'lança de fogo', huo qiang(termo em Chinês), para 'tubo de fogo', huo tong(termo em Chinês). Este ancestral da arma foi complementado pelo ancestral do canhão, que era chamado pelos chineses desde o século 13 de 'eruptor de compartimento de balas múltiplas', bai zu lian zhu pao(termo em Chinês), um tubo de bronze ou ferro fundido que foi preenchido com cerca de 100 bolas de chumbo.
A mais antiga representação conhecida de uma arma é uma escultura de uma caverna em Sichuan, datada de 1128, que retrata uma figura em que era carregada uma bombarda em forma de vaso, disparando chamas e uma bala de canhão. No entanto, a mais antiga descoberta arqueológica existente de uma arma de cano de metal é da escavação chinesa de Heilongjiang, datada de 1288. Os chineses também descobriram o potencial explosivo de embalar balas de canhão ocas com pólvora.  
Mais tarde o escritor Jiao Yu, registra em seu manuscrito, Huolongjing (meados do século XIV) um canhão de ferro fundido da era Song anterior conhecido como 'eruptor de trovão de nuvem voadora' (fei yun pi-li pao, em Chinês). O manuscrito afirmava que: 
"Como observado anteriormente, a mudança na terminologia para essas novas armas durante o período Song foi gradual. Os primeiros canhões Song foram inicialmente denominados da mesma forma que a catapulta de trabuco chinesa.".
Um estudioso posterior da dinastia Ming conhecido como Mao Yuanyi, explicaria esse uso da terminologia e as verdadeiras origens do canhão em seu texto do Wubei Zhi, escrito em 1628:
"O Huolongjing do século XIV também foi um dos primeiros textos chineses a descrever cuidadosamente o uso de minas terrestres explosivas, que foram usadas pelos falecidos chineses Song contra os mongóis em 1277, e empregadas pela dinastia Yuan posteriormente. A inovação da mina terrestre detonada foi creditada a um Luo Qianxia na campanha de defesa contra a invasão mongol por Kublai Khan." 
Textos chineses posteriores revelaram que a mina terrestre chinesa empregava um cordão ou uma armadilha de movimento de um pino liberando pesos em queda que giravam rodas de sílex de aço, que então criavam faíscas que acendiam o trem de fusíveis para as minas terrestres. No final do século XIII, sua forma mais antiga é a arcaica Flecha de Fogo, que quando a capital Song do Norte de Kaifeng caiu para os Jurchens em 1126, foi escrito por Xia Shaozeng, que 20.000 flechas de fogo foram entregues aos Jurchens em sua conquista. Um texto chinês ainda anterior do Wujing Zongyao, escrito em 1044 pelos estudiosos da canção Zeng Kongliang e Yang Weide, descreveu o uso de três arcubalistas de mola ou arco triplo que disparavam flechas segurando pacotes de pólvora perto de sua ponta. Voltando ainda mais longe, o Wu Li Xiao Shi (1630, segunda edição 1664) de Fang Yizhi afirmou que flechas de fogo foram apresentadas ao Imperador Taizu de Song (r. 960– 976) em 960.

### Tecnologia Moderna

#### Exércitos
Os impérios islâmicos da pólvora introduziram inúmeras armas de fogo, canhões e armas pequenas desenvolvidas. Durante o período da Protoindustrialização, armas recém-inventadas foram usadas na Índia Mughal.
O rápido desenvolvimento da tecnologia militar teve um impacto dramático nos exércitos e marinhas do mundo industrializado em 1740-1914. Para a guerra terrestre, a cavalaria perdeu importância, enquanto a infantaria se transformou, pelo uso de rifles de carregamento mais rápido e de alta precisão e também pelo uso de pólvora sem fumaça. 
As metralhadoras foram desenvolvidas na década de 1860 na Europa. A artilharia de foguetes e os foguetes de Mysore, ambos iniciados pelo muçulmano indiano Tipu Sultan, tornaram-se mais poderosos à medida que novos explosivos (baseados em nitroglicerina) chegaram durante as Guerras Anglo-Mysore, e os franceses introduziram artilharia de campo de tiro rápido muito mais precisa. 
No ramo de comunicações entre as tropas, o apoio logístico e de comunicações para a guerra terrestre melhorou dramaticamente com o uso de ferrovias e telégrafos. A industrialização forneceu uma base de fábricas que poderiam ser convertidas para produzir munições, bem como uniformes, tendas, carroças e suprimentos essenciais. As instalações médicas foram ampliadas e reorganizadas com base em hospitais melhorados e na criação de enfermagem moderna, tipificada por Florence Nightingale na Grã-Bretanha durante a Guerra da Criméia de 1854-1856.

#### Naval
A guerra naval foi transformada por muitas inovações, mais notavelmente a máquina a vapor à base de carvão, canhões navais de longo alcance altamente precisos, blindagem de aço pesada para navios de guerra, minas e a introdução do torpedo, seguido pelo barco torpedo e o destruidor. O carvão depois de 1900 acabou sendo substituído por petróleo, mais eficiente. Mas, enquanto isso, as marinhas com escopo internacional tinham que depender de uma rede de estações de carvão para reabastecer. O Império Britânico os forneceu em abundância, assim como o Império Francês em menor grau. As faculdades de guerra se desenvolveram, à medida que a teoria militar se tornou uma especialidade Cadetes e comandantes seniores aprenderam as teorias de Jomini, Clausewitz e Mahan, e se envolveram em jogos de guerra de mesa. Por volta de 1900, surgiram inovações inteiramente novas, como submarinos e aviões, e foram rapidamente adaptados à guerra em 1914. O britânico HMS Dreadnought (1906) incorporou tanto da mais recente tecnologia em armas, propulsão e blindagem que de uma só vez fez todos os outros encouraçados obsoletos.

#### Finanças e Organização
Novas ferramentas financeiras foram desenvolvidas para financiar os custos crescentes da guerra, como vendas de títulos populares e impostos de renda, e o financiamento de centros de pesquisa permanentes. Muitas inovações do século XIX, foram amplamente inventadas e promovidas por indivíduos solitários com pequenas equipes de assistentes, como David Bushnell e o submarino, John Ericsson e o encouraçado, Hiram Maxim e a metralhadora e Alfred Nobel e altos explosivos. Em 1900, os militares começaram a perceber que precisavam depender muito mais de centros de pesquisa de grande escala, do que precisavam de financiamento do governo. Eles trouxeram líderes da inovação organizada, como Thomas Edison nos EUA e o químico Fritz Haber do Instituto Kaiser Wilhelm na Alemanha.

## Tecnologia Pós-Moderna
O estágio pós-moderno da tecnologia militar surgiu na década de 1940, e com alto reconhecimento graças à
grande prioridade dada durante a guerra à pesquisa e ao desenvolvimento científico e de engenharia em relação a armas nucleares, radares, motores a jato, fusíveis de proximidade, submarinos avançados, porta-aviões e outras armas. 
A alta prioridade continua no século XXI e envolve a aplicação militar de pesquisa científica avançada sobre armas nucleares, motores a jato, mísseis balísticos e guiados, radar, guerra biológica e o uso de eletrônicos, computadores e software.

### Espacial
Durante a Guerra Fria, as duas grandes superpotências do mundo – a União Soviética e os Estados Unidos da América – gastaram grandes proporções de seu PIB no desenvolvimento de tecnologias militares. A vontade de colocar objetos em órbita estimulou a pesquisa espacial e deu início à Corrida Espacial. Em 1957, a URSS lançou o primeiro satélite artificial, o Sputnik 1.
No final da década de 1960, ambos os países implantaram satélites regularmente. Satélites espiões foram usados pelos militares para tirar fotos precisas das instalações militares de seus rivais. Com o passar do tempo, a resolução e a precisão do reconhecimento orbital alarmaram ambos os lados da cortina de ferro. Tanto os Estados Unidos quanto a União Soviética começaram a desenvolver armas antissatélite para cegar ou destruir os satélites uns dos outros. Armas a laser, satélites estilo kamikaze, bem como explosão nuclear orbital foram pesquisados com vários níveis de sucesso. Os satélites espiões foram e continuam sendo usados para monitorar o desmantelamento de ativos militares de acordo com os tratados de controle de armas assinados entre as duas superpotências. Usar satélites espiões dessa maneira é muitas vezes referido nos tratados como "meios técnicos nacionais de verificação". As superpotências desenvolveram mísseis balísticos para permitir o uso de armas nucleares em grandes distâncias. À medida que a ciência dos foguetes se desenvolveu, o alcance dos mísseis aumentou e foram criados mísseis balísticos intercontinentais (ICBM), que poderiam atingir praticamente qualquer alvo na Terra em um período de tempo medido em minutos, em vez de horas ou dias. Para cobrir grandes distâncias, mísseis balísticos são geralmente lançados em voos espaciais suborbitais. Assim que os mísseis intercontinentais foram desenvolvidos, os planejadores militares iniciaram programas e estratégias para combater sua eficácia.

### Transporte (Mobilização)
Uma parcela significativa da tecnologia militar é sobre transporte, permitindo que tropas e armamentos sejam movidos de suas origens para o front. Historicamente, o transporte terrestre tem sido feito principalmente a pé, veículos terrestres também costumam ser usados, de carros a tanques. 
Ao conduzir uma batalha por um meio aquático, os navios são usados. Historicamente, existem duas categorias principais de navios: os de transporte de tropas e os de ataque a outros navios. Logo após, a invenção dos aviões, a aviação militar, tornou-se um componente significativo da guerra, embora geralmente como um papel suplementar. Os dois principais tipos de aeronaves militares são os bombardeiros, que atacam alvos terrestres ou marítimos, e os caças, que atacam outras aeronaves. 

### Defesa
Nessa área são implementadas maneiras de proteger as tropas durante uma guerra, como por exemplo, estruturas fortificadas, as bases militares fortificadas. 
Fortificações são construções militares e edifícios projetados para defesa na guerra. Eles variam em tamanho e idade, desde a Grande Muralha da China até um Sangar.

### Sensores e comunicação
Sensores e sistemas de comunicação são usados para detectar inimigos, coordenar os movimentos das forças armadas e orientar o armamento. Os primeiros sistemas incluíam sinalização de bandeira, telégrafo e heliógrafos.

## Tecnologia Futura
A Agência de Projetos de Pesquisa Avançada de Defesa (Defense Advanced Research Projects Agency, em inglês) é uma agência do Departamento de Defesa dos Estados Unidos responsável pelo desenvolvimento de novas tecnologias para aplicações militares. A DARPA(sigla em Inglês para a agência) lidera o desenvolvimento de tecnologia militar nos Estados Unidos e hoje tem dezenas de projetos em andamento. Tudo, desde robôs humanoides a balas que podem mudar de caminho antes de atingir seu alvo. 
A China também possui uma agência semelhante que atua nesse segmento de projetos de sistemas e armas militares.

### Território Emergente
As forças armadas atuais continuam a investir em novas tecnologias para o futuro. Essas tecnologias incluem radar cognitivo, redes celulares 5G, microchips, semicondutores e motores analíticos de grande escala. Além disso, muitos militares procuram melhorar a tecnologia laser atual. Por exemplo, as Forças de Defesa de Israel utilizam tecnologia a laser para desativar pequenas máquinas inimigas, mas procuram migrar para capacidades de maior escala nos próximos anos.
Militares em todo o mundo continuam a realizar pesquisas sobre tecnologias autônomas que permitem maior mobilidade de tropas ou substituição de soldados vivos. Espera-se que veículos autônomos e robôs desempenhem um papel em conflitos futuros, isso tem o potencial de diminuir a perda de vidas em guerras futuras. Observadores do transumanismo observam altas taxas de termos tecnológicos na literatura militar, mas baixas taxas de termos explicitamente relacionados a transhumanos.
O estilo híbrido de guerra de hoje também exige investimentos em tecnologias da informação. O aumento da dependência de sistemas de computador tem incentivado as nações a aumentar os esforços no gerenciamento de redes de grande escala e ter acesso a dados em grande escala. Novas estratégias de guerra cibernética e híbrida incluem ataques de rede, análise de mídia e campanhas de mídia/base em mídias como postagens em blogs.

### Ciberespaço
Em 2011, o Departamento de Defesa dos EUA declarou o ciberespaço um novo domínio de guerra. Desde então, a DARPA iniciou um projeto de pesquisa conhecido como "Projeto X" com o objetivo de criar novas tecnologias que permitirão ao governo compreender e mapear melhor o território cibernético. Em última análise, dando ao Departamento de Defesa a capacidade de planejar e gerenciar missões cibernéticas em larga escala em ambientes de rede dinâmicos.

## Tecnologia aeronáutica
A aviação militar conta com algumas das mais avançadas tecnologias do mundo. Os caças mais modernos contam com estabilizadores fly-by-wire e radares de longo alcance.

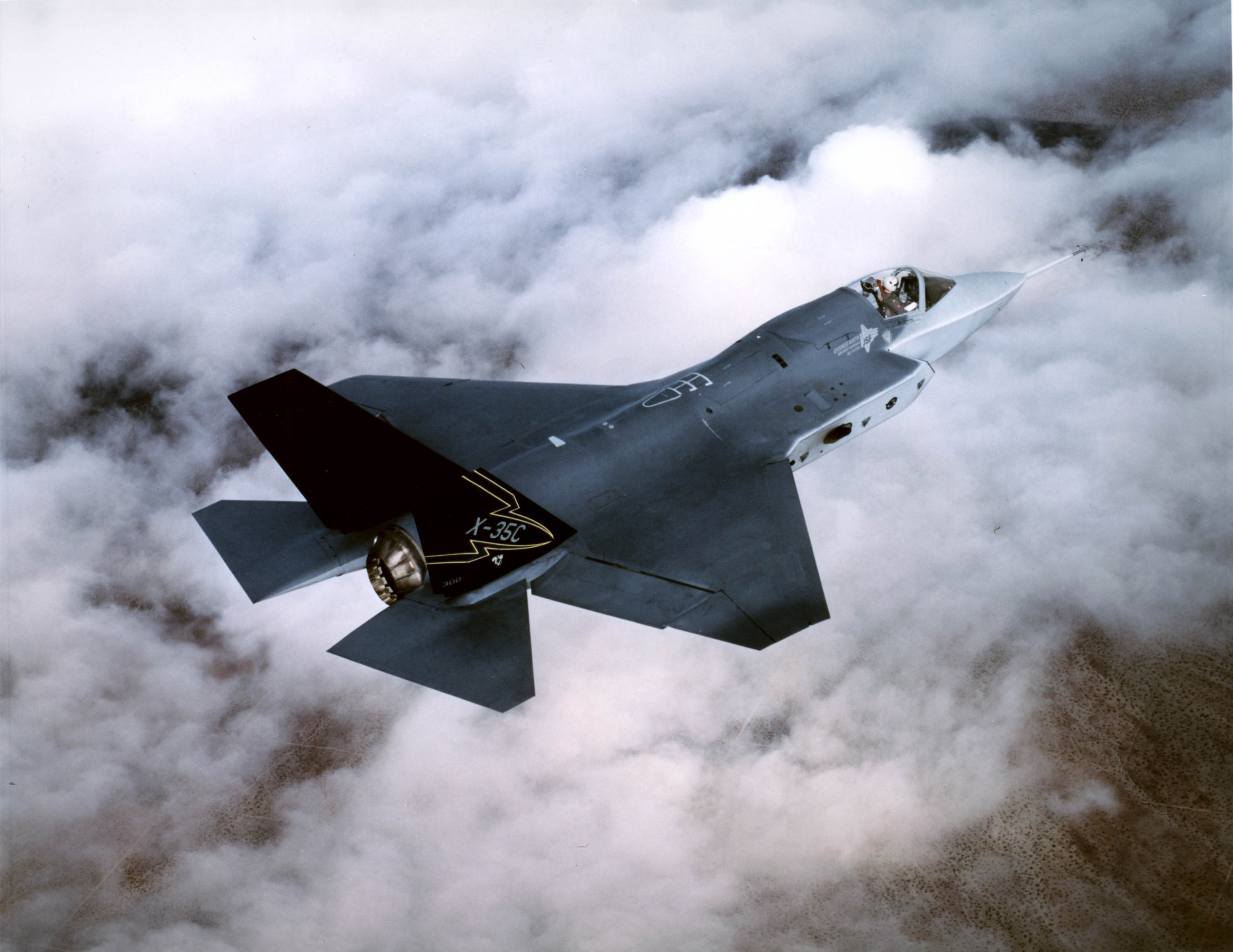
F-35 Joint Strike Fighter: um exemplo de aplicação da tecnologia militar.